# Triplophysa sellaefer
Triplophysa sellaefer är en fiskart som först beskrevs av Nichols 1925.  Triplophysa sellaefer ingår i släktet Triplophysa och familjen grönlingsfiskar. Inga underarter finns listade i Catalogue of Life.